# Institutul Național de Antropologie și Istorie

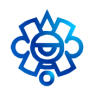
Logo-ul INAH.

Institutul Național de Antropologie și Istorie (Instituto Nacional de Antropologie e Historia în spaniolă, mai frecvent menționat prin acronimul INAH) este un organism federal mexican creat în 1939, cu misiunea de a conserva, proteja și asigura promovarea patrimoniului arheologic, antropologic, paleontologic și istoric al Mexicului. Acesta este principalul actor pentru conservarea și studiul patrimoniului cultural al Mexicului. Un Secretariat Tehnic supraveghează în prezent realizarea principalelor sale funcții și activitățile celor șapte coordonații naționale și a celor 31 de Centre Regionale ale INAH. Mai mult de o sută de muzee mexicane depind de INAH.
Institutul organizează și promovează, în domeniile aflate în responsabilitatea sa, cercetarea științifică ; mai mult de 400 de cadre universitare colaborează cu INAH. De asemenea, se ocupă de formarea în aceste domenii, prin ENAH (Școala națională de antropologie și de istorie) și ENCRM (Școala națională de conservare, restaurare și muzeografie Manuel del Castillo Negrete).
INAH a reunit un fond documentar important, în particular la BNAH (Biblioteca națională de antropologie și de istorie), și publică cărți, reviste, fotografii, înregistrări video și audio.

## Titluri emerit
INAH a atribuit titlul de emerit, care este recunoașterea cea mai importantă a nivelului de cunoștințe academice, la 16 din cercetătorii săi:
- Dr. Beatriz Barba Ahuatzin
- Dr. Beatriz Braniff Cornejo
- Dr. Fernando Cámara Barbachano
- Dr. Johanna Faulhaber Kamman (1911-2000)
- Arheologul Francisco González Rul (1920-2005)
- Dr. Doris Heyden Reich Zelz (1915-2006)
- Dr. Sonia Lombardo Pérez Salazar
- M×10{{{1}}} Leonardo Manrique Castañeda (1934-2003)
- M×10{{{1}}} Eduardo Matos Moctezuma (1940 - ?)
- Dr. Margarita Nolasco Armas
- Dr. Julio César Olivé Negrete
- M×10{{{1}}} Alicia Olivera Sedano
- Dr. Roman Pina Chan (1920-2001)
- M×10{{{1}}} Arturo Romano Pacheco
- M×10{{{1}}} Javier Romero Molina (1910-1986)
- M×10{{{1}}} Constantino Reyes-Valerio (1922-2006)